# Daggig punktsköldlav
Daggig punktsköldlav (Punctelia jeckeri) är en lavart som först beskrevs av Casimir Roumèguere, och fick sitt nu gällande namn av Kalb. Daggig punktsköldlav ingår i släktet Punctelia och familjen Parmeliaceae.  Arten är reproducerande i Sverige. Inga underarter finns listade i Catalogue of Life.